# La Prairie—Atateken
 (août 2015).
Si vous disposez d'ouvrages ou d'articles de référence ou si vous connaissez des sites web de qualité traitant du thème abordé ici, merci de compléter l'article en donnant les références utiles à sa vérifiabilité et en les liant à la section « Notes et références ».
Circonscription électorale fédérale du Canada

La Prairie—Atateken (auparavant La Prairie) est une circonscription électorale fédérale canadienne située au Québec.
Elle est représentée à la Chambre des communes par Jacques Ramsay du Parti libéral du Canada depuis les élections fédérales de 2025.

## Géographie
Elle comprend une partie de la municipalité régionale de comté de Roussillon, constituée des villes de Candiac, Delson, La Prairie, Sainte-Catherine et Saint-Constant, des municipalités de Saint-Mathieu et Saint-Philippe, ainsi que de la réserve amérindienne de Kahnawake.
Les circonscriptions limitrophes sont Châteauguay—Les Jardins-de-Napierville, Saint-Jean, Mont-Saint-Bruno—L'Acadie, Brossard—Saint-Lambert, LaSalle—Émard—Verdun et Dorval—Lachine—LaSalle.

## Historique
La circonscription est créée lors du redécoupage de 2013 à partir d'une partie de la circonscription de Brossard—La Prairie.
Lors du redécoupage électoral de 2022-2023, les limites de la circonscription demeurent les mêmes à l'exception du gain à l'ouest de la petite partie au nord de l'autoroute 30. La population de la circonscription est alors évaluée à 114 968 habitants.

## Députés
| Législature                             | Années        | Député               | Parti | Parti          |
| --------------------------------------- | ------------- | -------------------- | ----- | -------------- |
| La Prairie issue de Brossard—La Prairie |               |                      |       |                |
| 42e                                     | 2015–2019     | Jean-Claude Poissant |       | Libéral        |
| 43e                                     | 2019–2021     | Alain Therrien       |       | Bloc québécois |
| 44e                                     | 2021–2025     | Alain Therrien       |       | Bloc québécois |
| La Prairie—Atateken                     |               |                      |       |                |
| 45e                                     | 2025–en cours | Jacques Ramsay       |       | Libéral        |

## Résultats électoraux
|       | Candidat             | Parti              | # de voix | % des voix |
|       | Yves Perras          | Conservateur       | +06 859,  | 11,91 %    |
|       | Christian Picard     | Bloc québécois     | +15 107,  | 26,24 %    |
|       | Jean-Claude Poissant | Libéral            | +20 998,  | 36,47 %    |
|       | Pierre Chicoine      | NPD                | +13 169,  | 22,87 %    |
|       | Joanne Thomas        | Vert               | +01 235,  | 2,15 %     |
|       | Normand Chouinard    | Marxiste-léniniste | +00204,   | 0,35 %     |
| Total | Total                | Total              | 57 572    | 100 %      |